# 복합기업
복합기업(複合企業, conglomerate 컨글로머러트[kənɡlɒmərət][*])은 여러 기업이 하나로 연합된 거대 기업체이다.
복합 기업은 생산 구조상 다각화를 통해 여러 산업 분야, 여러 시장에 걸친 많은 계열사를 산하에 두고 있으며, 외형상 각 계열사들은 독립되어 있다. 하지만 실질적으로는 계열사 간에 자본 소유 관계나 임원 겸임 따위를 통해 일관된 체제 아래 활동하는 기업군을 형성하고 있다.
대표적인 복합기업으로는 미국의 제너럴 일렉트릭, 타이코 인터내셔널, 한국의 삼성, 현대자동차그룹 등이 있다.

## 용어 정리
한국에서는 재벌(財閥)이라 부르는데, 주로 가족 구성원이나 일가 친척으로 구성된 기업 집단을 가리킨다. 한편으론 사람 중심의 개념으로서, 경제계에서 큰 세력을 가진 자본가, 기업가의 무리를 말하기도 한다.
독일에선 이를 콘체른(Konzern)이라는 용어로 부르기도 한다.
일본: 게이레쓰(財閥) & 게이레쓰 (系列).
그 밖에 다음과 같은 말을 비슷한 의미로 사용하고 있다.
- Multi-Industry Company
- 집괴 기업(集塊企業)[17]
- 카르텔(Cartel)[18]
- 트러스트(Trust)[19]

## 대한민국의 대규모 기업집단
대한민국의 공정거래위원회는 매년 상호출자제한 기업집단 및 공시대상기업집단을 발표해 대규모 기업집단을 공시한다.

## 같이 보기
- 대한민국의 재벌